# فيتور نورت
فيتور نورت (بالبرتغالية: Vítor Norte‏) ممثل برتغالي من مواليد 29 يناير 1951، له العديد من الأدوار المهمة في التليفزيون والسينما.

## وصلات خارجية
- فيتور نورت على موقع IMDb (الإنجليزية)
- فيتور نورت على موقع ألو سيني (الفرنسية)
- فيتور نورت على موقع أول موفي (الإنجليزية)
- فيتور نورت على موقع قاعدة بيانات الفيلم (الإنجليزية)
- فيتور نورت على موقع كينوبويسك (الروسية)

صفحته على IMDB